# Scotophilus collinus
Scotophilus collinus är en fladdermus i familjen läderlappar som förekommer i Sydostasien.
Arten har 47 till 52 mm långa underarmar och väger 18 till 23 g. Öronen är 14 till 15 mm stora. Den broskiga fliken i örat (tragus) är framåt böjd.
Denna fladdermus förekommer med flera från varandra skilda populationer från norra Borneo och västra Java till Aruöarna. Den vistas i olika slags skogar och besöker ofta människans samhällen.
Inga allvarliga hot mot beståndet är kända. IUCN listar Scotophilus collinus som livskraftig (LC).